# Rhinobatos albomaculatus
Rhinobatos albomaculatus е вид хрущялна риба от семейство Rhinobatidae. Видът е световно застрашен, със статут Уязвим.

## Разпространение
Разпространен е в Ангола, Бенин, Габон, Гана, Гвинея, Гвинея-Бисау, Екваториална Гвинея, Република Конго, Кот д'Ивоар, Либерия, Нигерия, Сенегал, Сиера Леоне и Того.